# Sigfrid Alm
Carl Sigfrid Olof Alm, född 23 juli 1887 i Vänersborg, död 2 mars 1960, var en svensk präst.
Alm blev teologie kandidat vid Uppsala universitet 1910 och prästvigdes samma år. Han verkade som missionär i Sydindien för Svenska kyrkans mission 1922–1931 och var 1931–1936 andre sekreterare i Svenska kyrkans missionsstyrelse. Han var 1934–1937 tillförordnad missionsdirektor och 1936–1955 kyrkoherde i Ockelbo församling. Alm har bland annat utgett Indiens kamp för frihet (1930) och Svensk missionslitteratur (1933).